# William Gell
Sir William Gell (1 de abril de 1777 – 4 de fevereiro de 1836) foi um arqueólogo clássico inglês.